# Người lắng nghe: Lời thì thầm
Người lắng nghe: Lời thì thầm (tiếng Anh: Listeners: The Whispering) là bộ phim điện ảnh Việt Nam, thuộc thể loại tâm lý - kinh dị, sản xuất năm 2020, của đạo diễn Khoa Nguyễn. Phim có sự tham gia của các diễn viên Quang Sự, Oanh Kiều, Phạm Quỳnh Anh, Quốc Cường, Lý Hồng Ân. Đây là bộ phim điện ảnh đầu tiên ở Việt Nam khai thác sâu đề tài trị liệu tâm lý.
Tính đến đầu năm 2022, phim tham gia tổng cộng 6 Liên hoan phim Quốc tế tại Hồng Kông, Mỹ, Anh, Úc và Nigeria. Phim nhận được 18 đề cử và dành được 12 chiến thắng tại các hạng mục: phim điện ảnh xuất sắc, đạo diễn, biên kịch, hình ảnh, nam diễn viên chính và nữ diễn viên chính. Trong đó, nổi bật là giải Vàng (Gold Award) tại Liên hoan phim Quốc tế New York năm 2021 (International New York Film Festival 2021 - INYFF 2021). Ngoài ra, dù chưa phát hành trong nước, nhưng phim đã được giới thiệu ở mục "Toàn cảnh" trong khuôn khổ Liên hoan phim Việt Nam lần thứ XXII, được tổ chức tại Huế vào tháng 11 năm 2021.

## Nội dung
Chuyện phim kể về quá trình trị liệu tâm lý của bác sĩ tâm lý Tường Minh (Quang Sự) dành cho nữ nhà văn trẻ An Nhiên (Oanh Kiều) bị trầm cảm, dẫn đến rối loạn lo âu. An Nhiên cho rằng bản thân đang bị một cô gái ám ảnh. Điều kỳ lạ là, cô gái mà Nhiên hay nhắc đến lại là nhân vật chính của cuốn tiểu thuyết đầu tay của cô "Lời thì thầm".
Tường Minh đã sử dụng nhiều phương pháp tâm ly với mục tiêu giúp An Nhiên đối diện với những chuyện cô từng trải qua trong quá khứ. Anh hy vọng điều này sẽ giúp cô giải toả được những ẩn ức, những sang chấn quá khứ, từ đó vượt lên những ám ảnh để có thể bắt đầu một cuộc sống mới.

## Diễn viên
- Quang Sự trong vai bác sĩ trị liệu tâm lý Tường Minh
- Oanh Kiều trong vai nữ nhà văn An Nhiên
- Phạm Quỳnh Anh trong vai Phương Vy, quản lý của An Nhiên
- Quốc Cường trong vai bác sĩ Tuấn Khang, đồng nghiệp của Tường Minh và là chồng của Phương Vy
- Lý Hồng Ân trong vai Thuỳ Dương
- NSƯT Lê Thiện trong vai bà ngoại Thuỳ Dương
- Kiều Trinh trong vaimẹ Thuỳ Dương
- Huy Cường trong vai ba Thuỳ Dương
- NSƯT Công Ninh trong vai ông Phương, ba An Nhiên
- Ngân Quỳnh trong vai bà Ngân, bạn ông Phương
- Mai Thế Hiệp trong vaiông Nam
- Phúc An trong vai vợ ông Nam
- Huy Khang trong vai con ông Nam
- Cao Hoàng trong vaibác sỹ Hoàng
- Thịnh Vinh trong vaiTường Minh lúc nhỏ
- Huỳnh Anh Tuấn trong vai ba Tường Minh
- Châu Hà Yến Nhi trong vai mẹ Tường Minh

## Sản xuất
Người lắng nghe: Lời thì thầm cũng do chính đạo diễn Khoa Nguyễn viết kịch bản, đây vốn là kịch bản đầu tay của anh, lấy ý tưởng từ nội dung bộ phim  điện ảnh Hồng Kông của đạo diễn Law Chi-leung có nhan đề Inner senses (Dị độ không gian) phát hành năm 2002. Khoa Nguyễn đã bắt tay viết từ đầu năm 2019 và hoàn thành kịch bản sau hơn một năm, và đưa vào sản xuất từ tháng 4 năm 2020.
Người lắng nghe: Lời thì thầm cũng là dự án phim điện ảnh đầu tay của Khoa Nguyễn trong hai vai trò: vừa đạo diễn vừa là biên kịch.
Phim do nColors Production là nhà sản xuất và nhà đầu tư chính, cùng hợp tác đầu tư với HKFilm, Thaha Pictures, Ruby Media,...
Phim được bấm máy vào ngày 17 tháng 7 năm 2020 và hoàn thành giai đoạn ghi hình vào cuối tháng 9 cùng năm. Các cảnh phim đã được quay ở các thành phố như TP. Hồ Chí Minh, Đồng Nai và Đà Lạt.
Giai đoạn hậu kỳ của bộ phim được thực hiện tại Film Clinic Production House và Wallsound từ tháng 10 năm 2020 đến tháng 3 năm 2021.

## Phát hành
Phim khởi chiếu từ ngày 4 tháng 3 năm 2022 ở tất cả hệ thống rạp trên toàn quốc và do Lotte Entertainment là nhà phát hành chính ở thị trường Việt Nam. TFilm Studio là đại lý được uỷ quyền phụ trách việc phát hành quốc tế và trên các nền tảng khác sau khi phát hành rạp.

## Thành tích
| Năm  | Giải thưởng                               | Hạng mục                   | Đề cử                         | Kết quả   | Tham khảo                          |
| ---- | ----------------------------------------- | -------------------------- | ----------------------------- | --------- | ---------------------------------- |
| 2021 | International New York Film Festival      | Gold Award                 | Người lắng nghe: Lời thì thầm | Đoạt giải | [ 8 ] [ 9 ] [ 10 ]                 |
| 2021 | Asia Film Art International Film Festival | Special Mention            | Người lắng nghe: Lời thì thầm | Đoạt giải | [ 11 ] [ 12 ]                      |
| 2021 | Asia Film Art International Film Festival | Best Actress               | Kiều Oanh                     | Đoạt giải | [ 11 ] [ 12 ]                      |
| 2021 | Asia Film Art International Film Festival | Special Mention Actor      | Kiều Oanh                     | Đoạt giải | [ 11 ] [ 12 ]                      |
| 2021 | Gold Movie Awards                         | Best Foreign Language Film | Người lắng nghe: Lời thì thầm | Đoạt giải | [ 13 ]                             |
| 2021 | Gold Movie Awards                         | Best Cinematography        | Người lắng nghe: Lời thì thầm | Đoạt giải | [ 13 ]                             |
| 2021 | Gold Movie Awards                         | Best Director              | Khoa Nguyễn                   | Đoạt giải | [ 13 ]                             |
| 2021 | Vegas Movie Awards                        | Best Thriller              | Người lắng nghe: Lời thì thầm | Đoạt giải | [ 14 ] [ 15 ] [ 16 ] [ 17 ] [ 18 ] |
| 2021 | Vegas Movie Awards                        | Best Actor                 | Quang Sự                      | Đoạt giải | [ 14 ] [ 15 ] [ 16 ] [ 17 ] [ 18 ] |
| 2021 | Vegas Movie Awards                        | Best Actress               | Kiều Oanh                     | Đoạt giải | [ 14 ] [ 15 ] [ 16 ] [ 17 ] [ 18 ] |
| 2021 | Vegas Movie Awards                        | Best 1st Time Director     | Khoa Nguyễn                   | Đoạt giải | [ 14 ] [ 15 ] [ 16 ] [ 17 ] [ 18 ] |
| 2021 | Vegas Movie Awards                        | Best Screenwriter          | Khoa Nguyễn                   | Đoạt giải | [ 14 ] [ 15 ] [ 16 ] [ 17 ] [ 18 ] |